# Arvid Lindau

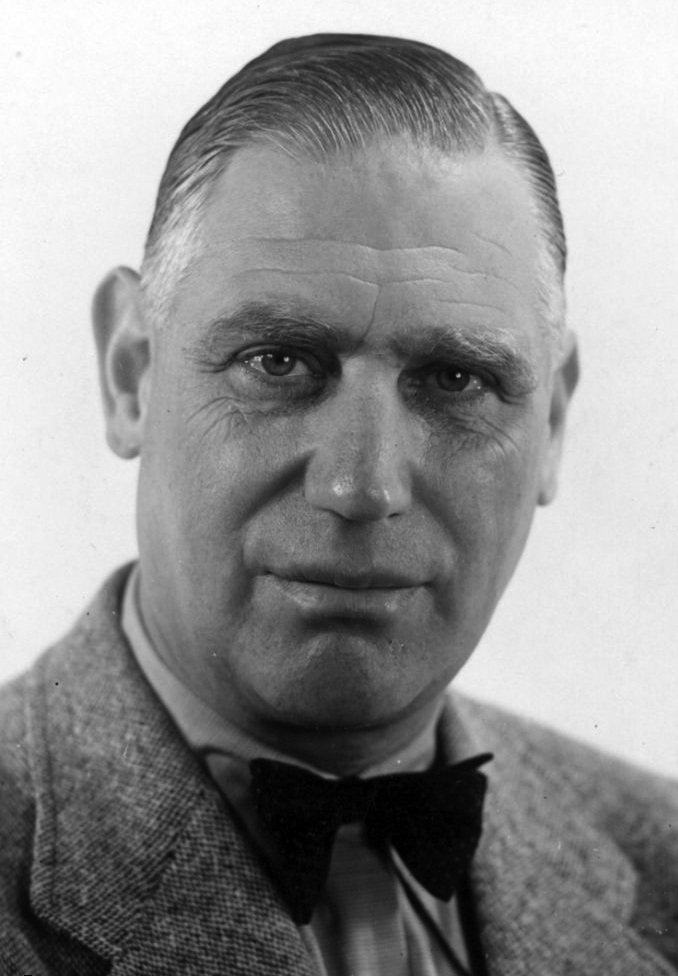
Arvid Lindau

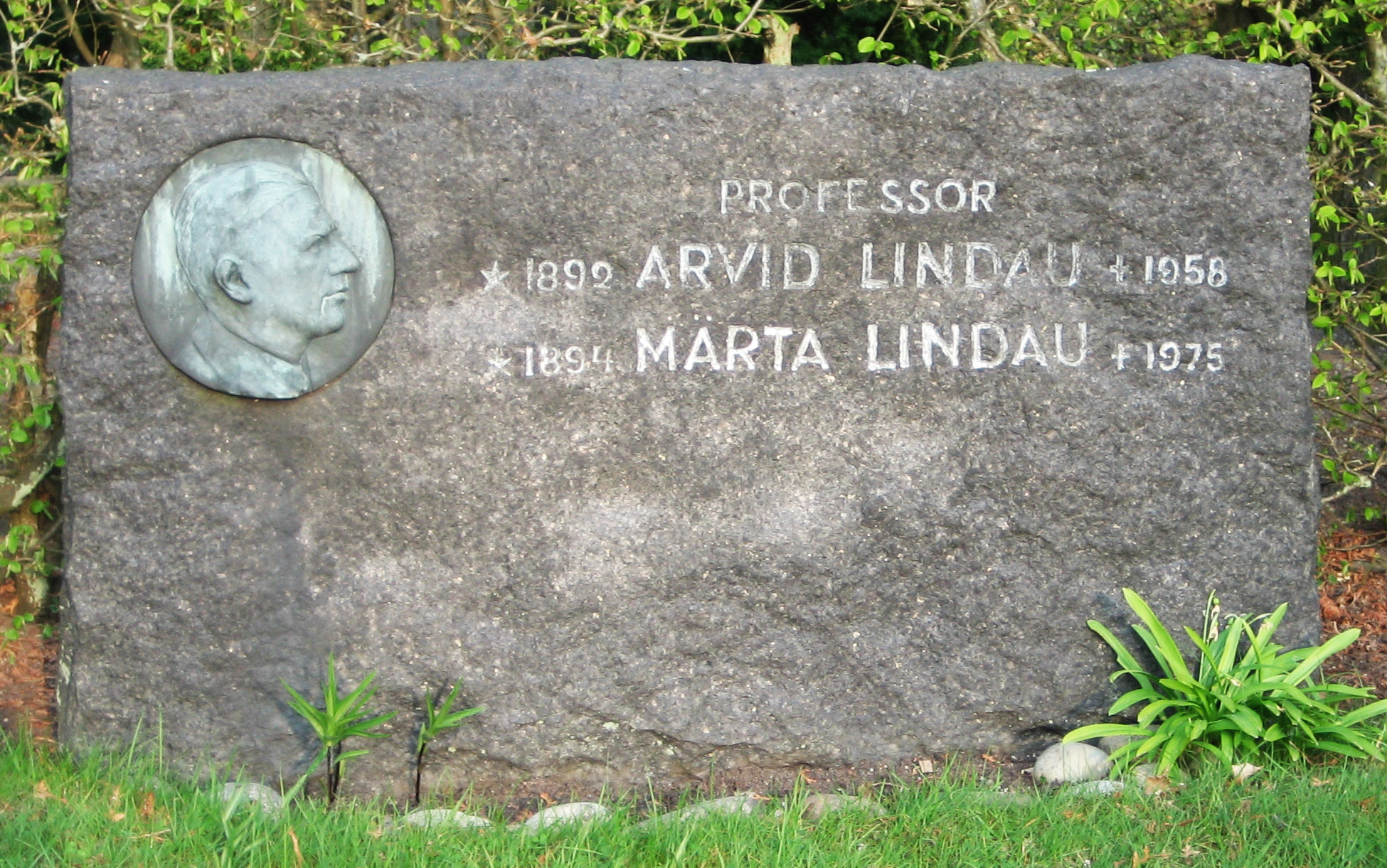
Arvid Lindaus grav på Norra kyrkogården i Lund.

Arvid Vilhelm Lindau, född 23 juli 1892 i Malmö, död 7 september 1958 i Lund, var en svensk läkare, professor i patologi, bakteriologi och allmän hälsovård vid Lunds universitet.
Lindau blev medicine licentiat 1923, bataljonsläkare vid Fältläkarkåren 1924, medicine doktor 1926, samt docent i patologisk anatomi vid Lunds universitet samma år. Hans arbeten berörde patologi, neurologi och bakteriologi. Lindaus framsta arbete riktades mot frågan om angiomatosis retinæ och dess samband med vissa hjärnsvulster. Han är upptäckare av det ärftliga tumörsyndromet von Hippel-Lindaus sjukdom. 
Han var mellan åren 1936 och 1944 ordförande för Medicinska Föreningen.
Arvid Lindau är begravd på Norra kyrkogården i Lund.